# Eksportowa Przetwórnia Mięsna Stanisław Jaugsch i Ska w Toruniu
Eksportowa Przetwórnia Mięsna Stanisław Jaugsch i Ska w Toruniu – dawna spółka handlowa założona przez Stanisława Jaugscha. W skład firmy wchodziły: przetwórnia, sieć sklepów mięsnych. Spółka zajmowała się handlem rogacizną, produkcją i eksportem szynek, wędlin i boczku.
Spółkę założył Stanisław Jaugsch. Jego wspólnikiem był brat Bernand, przez jakiś czas również pan Scholz. Po jego spłaceniu do spółki dołączył Norbert Jaugsch, syn Stanisława. Jaugschowie wybudowała przy ul. Targowej przetwórnię sąsiadującą z miejską rzeźnią (późniejszy Tormięs). W latach 20. i 30. Jaugschowie wybudowali nowe hale produkcyjne i zmodernizowali zakład. Produkowane produkty cieszyły się dużą popularnością, zdobywały nagrody na targach krajowych i międzynarodowych, były eksportowe do Czechosłowacji, Niemiec, Austrii, Hiszpanii, Stanów Zjednoczonych i Wielkiej Brytanii.
Do spółki mogła należeć chłodnia, znajdująca się przy ul. Inowrocławskiej w Podgórzu. Według Katarzyny Kluczwajd, historyk zajmującej się dziejami Podgórza, chłodnia faktycznie mogła należeć do Vincenta Tadrowskiego.
W 1937 roku firma miała sześć sklepów sprzedaży detalicznej w Toruniu.
Zakład mięsny działał podczas II wojny światowej. Po wojnie majątek spółki upaństwowiono. W Polsce Ludowej zachowała się marka nazwiska.